# Hastula tiedemani
Hastula tiedemani é uma espécie de gastrópode do gênero Hastula, pertencente a família Terebridae.